# Kerej-chán
Kerej-chán (kazašsky Керей хан) (1424 - 1474) byl spolu s Žanibekem-chánem zakladatelem Kazašského chanátu a jeho prvním panovníkem (chánem). Vládl mu v letech 1465-1474.
Koncem 50. let 14. století se asi 200 000 nomádů v čele s Žanibekem a Kerejem (podle některých zdrojů byli bratři, ale není to zcela jisté) oddělila od Uzbeckého chanátu, jemuž vládl Abu'l Chajr-chán. Odešli do Mogolistanu a usadili se v údolích řek Chu a Talas. Chán Mogolistanu se s nimi spojil a nabídl jim podporu. Abu'l Chajr-chán proti nim v roce 1468 podnikl vojenské tažení, ale na cestě do Mogolistanu náhle zemřel. Nahradil ho jeho syn Šejch Hajdar, ale ten byl brzy zavražděn sibiřským chánem Ibakem. Tohoto mocenského vakua Žanibek a Krej využili a založili nový stát, Kazašský chanát. Kerej usedl na trůn jako první, Žanibeka pověřil správou západní části státu. Uzbecký chanát se po čase zkonsolidoval a Kazaši s ním museli svést ještě řadu bitev, aby uhájili svou nezávislou existenci. V jedné z těchto bitev Kerej padl, patrně to bylo v roce 1474, přímo jeho smrt písemné prameny nezaznamenaly. Jeho jméno je tam naposledy zmíněno v zimě roku 1473. Na trůn po něm usedl Žanibek. Odborníci se neshodnou, kde Kazašský chanát založený otci zakladateli přesně ležel. Tradiční výklad národně orientované historiografie Kazachstánu říká, že již od počátku ležel na území dnešního Kazachstánu, někteří odborníci to zpochybňují a myslí si, že se tam teprve později přesunul. Každopádně je Kazašský chanát klíčový pro kazašskou národní identitu.
1. června 2010 byl v Astaně odhalen pomník Kereje a Žanibeka od sochaře Renata Abenova. Celková výška pomníku od základny po korunu praporu je 12 metrů, výška stojící postavy Žanibeka-chána je 5,25 m, výška sedící postavy Kereje-chána je 4 metry. Hmotnost pomníku je 16,2 tuny.